# 帕維爾·杜洛夫
帕維爾·瓦列里耶維奇·杜洛夫（羅馬化：Pavel Valeryevich Durov；1984年10月10日—），俄羅斯程式設計師兼億萬富翁，VKontakte和Telegram的創始人。素食主義者和自由意志主義者。他在學生時期已是俄羅斯聯邦總統和俄羅斯聯邦政府獎學金獲得者，及三屆波塔寧獎學金獲得者。他被HuffPost称为俄罗斯的馬克·祖克柏。
2014年4月21日，VKontakte董事會經臨時動議，將他從首席執行官位置撤換下來。自此之后杜洛夫兄弟就获取聖吉斯納域斯國籍離開俄羅斯，在全世界游走並宣布不再回國。
2016年起，他被列入福布斯俄羅斯富豪200強榜單。其後四年他的財富從6億美元翻滾至34億美元，在2020年時他己位列福布斯俄羅斯富豪200強榜單的第30位和世界排名第565位。2021年4月6日，福布斯雜誌公佈了一份新的全球富豪榜，他在排名中的第112位。他的財富約估為172億美元。在俄羅斯億萬富翁排名中，他排在第八。
2024年8月24日，帕维尔·杜罗夫在法國因「Telegram助長洗錢犯罪」，在机场被法國警方逮捕。

## 家人
父親瓦列里是一位語言、文献学博士，撰写过多篇论文，他父亲自1992年以来，就一直担任圣彼得堡国立大学语言学系古典语言学系主任。
母親阿爾賓娜·亞歷山德羅芙娜·杜洛娃（俄語：Альбина Александровна Дурова），來自烏克蘭基輔，在聖彼得堡國立大學任教。
哥哥尼古拉是一位程式員和數學家。在1996、1997、1998年，他履次獲得國際大學生程式設計競賽冠軍。他也曾是聖彼得堡州立大學ACM ICPC團隊的成員，該團隊在2000年和2001年贏得了ACM國際大學生程序設計競賽。他於2005年從聖彼得堡國立大學獲得了他的第一個博士學位後，他和他弟弟一起創立了社交網站 VK 和 Telegram。
，是社交網站 VK 的技術總監。
他也有一個同母異父的哥哥米哈伊爾·彼得洛夫（Михаил Петров），是母亲阿尔比娜第一次婚姻所生的兒子。
他的祖父谢苗·图利亚科夫（Семён Туляков）參加過二戰，在第65步兵團服役，三度負傷，獲二級衛國戰爭勳章，其後在勝利40週年時再獲一級衛國戰爭勳章。。戰後他被鎮壓。

## 經歷
帕維爾·杜洛夫出生於苏联俄罗斯列宁格勒（今俄罗斯圣彼得堡），但在意大利都灵度過童年。他的父親瓦列里（擁有語言學博士之學位）受僱於此地。他就讀一所意大利的小學，返回俄罗斯後，就讀了圣彼得堡国立大学語言學院。2006年，他从圣彼得堡国立大学毕业。杜洛夫早年的经历和事业在俄语出版的图书《The Durov Code. The True Story of VK and its Creator》中有描述。
在2006年，杜洛夫受到Facebook启发创立 VKontakte，在这个期间，他和他的哥哥尼古拉从无到有一手建立VKontakte网站，并将VKontakte带领到大约30亿的估值。
杜洛夫在經濟和政治上是自由意志主義者，此外他茹素。他出版了無政府資本主義的宣言，描述自己對改善俄罗斯的想法。在他的27歲生日，他捐下一百萬美元給維基媒體基金會
2014年4月1日愚人節當天辭去VKontakte執行長一職，在2天後證實這是惡作劇。2014年4月21日，VKontakte公司宣布他已不再擔任執行長職位，背後的原因據推測可能是俄羅斯政府想要掌握VK社群網站故架空其公司職位，為此帕維爾也決定離開俄羅斯另行創業。

### 移民
根据法国官方政府公报，杜罗夫于2021年8月25日成为法国公民。
2023年1月11日，杜罗夫在迪拜的扎比尔宫拜见总理穆罕默德·本·拉希德和王储哈姆丹·本·穆罕默德。杜洛夫于2021年2月获得了阿联酋的公民身份。

### 遭到逮捕
2024年8月24日，帕维尔·杜罗夫被法国警方在机场拘留，因为他被法国警方指控犯有以下罪行：恐怖主义、非法药物贩运、欺诈、未成年人性侵、洗钱等罪行，并且杜罗夫的Telegram缺乏与法国政府的合作。杜罗夫可能因此面临长达20年的监禁。对此，Telegram官方表示，“声称平台或其所有者对平台滥用行为负责的说法是荒谬的”，全球近十亿用户使用 Telegram作为通信手段和重要信息来源，“我们期待此事尽快得到解决”。而俄罗斯国家杜马副主席达万科夫25日凌晨呼吁俄罗斯外交部设法解救杜罗夫，他表示已经向俄外交部长谢尔盖·拉夫罗夫发出了相应的请求。俄外交部表示，俄罗斯驻法国大使馆已经采取了必要措施，以了解帕维尔·杜罗夫的有关情况。俄罗斯驻法国大使馆后来表示称，法国政府目前没有甚至拒绝就杜罗夫被捕问题展现出与俄方展开合作的意向。
2024年8月28日晚间，巴黎检察官宣布，帕维尔·杜罗夫因多项指控（包括“有组织团伙犯罪或违法所得的洗钱”）被正式起诉，他已被置于司法监管之下，不過他已获得保释，并被禁止离开法国。他還要缴纳500万欧元的保证金以及每周两次到警察局报到。
2024年9月6日，杜罗夫在被捕后首次公开表态，他表示，如果一个国家对“电报”等平台有不满，应该起诉该服务平台本身，而不是起诉其首席执行官。同日，《政治报·欧洲版》援引法国一名官员的话称，杜罗夫拒绝了俄罗斯和阿联酋两国的外交援助。

## 观点
杜洛夫信奉自由主義和素食主義。
在2012年，杜洛夫发表了被称为“自由主义”的宣言，他具体阐释了他对关于如何改善俄罗斯的想法。
杜洛夫主張改革俄羅斯教育體制；取消信息領域稅收；取消簽證制度、登記和徵兵；減少關稅；給地區充分的自治權；以及開放陪審團審判。
據一些消息來源，杜洛夫信仰飛天麪條神教和禪學。

## 主要成名产品
杜洛夫于2006年在俄罗斯创办了社交媒体VKontakte，随后在俄罗斯取得了成功。2014年，由于俄罗斯政府的政策影响，杜洛夫辞去VKontakte的领导职位并离开俄罗斯。
杜洛夫两兄弟于2013年创办Telegram。其总部设于阿联酋首都迪拜。

## 荣誉
2014年8月，杜罗夫被评为30岁以下最有前途的北欧领导人。
2017年，他被选为代表芬兰加入世界经济论坛（WEF）全球青年领袖。 。
2018年6月21日，哈萨克斯坦记者联盟授予杜罗夫一个奖项，以表彰他“反对审查制度和国家干预公民免费在线通信的原则立场”。
2018年，《财富》杂志将杜罗夫列入“40岁以下40人”名单，这是一项对商界最具影响力的年轻人的年度排名。

## 著作相關

### 文學
- 《杜羅夫密碼（俄语：Код Дурова）》

## 外部連結
- 帕維爾·杜洛夫的Telegram頻道
- 帕維爾·杜洛夫的VKontakte專頁
- 帕維爾·杜洛夫的Twitter專頁
- 帕維爾·杜洛夫的Facebook專頁